# Minijogos do Pacífico de 2009
Os Mini Jogos do Pacífico de 2009 foram a oitava edição do evento multiesportivo realizado entre pequenas nações e territórios da Oceania. O evento foi realizado nas Ilhas Cook.

## Marketing

### Logotipo
O logotipo destes Jogos apresenta um jovem velejando. A imagem, com suas cores amarela, vermelha, verde e azul, representa a força, a tradição e o espírito vitorioso do povo da região.

### Mascote
O mascote escolhido para estes Jogos é uma ave da espécie Ptilinopus rarotongensis, endêmica das Ilhas Cook e ameaçada de extinção. É o pássaro nativo mais colorido das Ilhas Cook. Seu nome é Kuki.

## Esportes
15 modalidades formaram o programa dos Jogos:
| - Atletismo - Boxe - Canoagem outrigger (Va'a) - Golfe - Halterofilismo - Lawn Bowls - Netball - Rugby league sevens | - Rugby Sevens - Squash - Tênis - Tênis de mesa - Touch rugby - Triatlo - Vela |

## Países participantes
21 países participaram do evento (entre parêntesis o número de atletas):
| - Estados Federados da Micronésia (6) - Fiji (167) - Guam (17) - Ilha Norfolk (8) - Ilhas Cook (227) - Ilhas Salomão (87) - Marianas Setentrionais (3) | - Nauru (17) - Niue (104) - Nova Caledônia[a] (106) - Palau (5) - Papua-Nova Guiné (123) - Kiribati (41) - Samoa (160) | - Samoa Americana (16) - Taiti[b] (174) - Tokelau[c] (31) - Tonga (104) - Tuvalu (4) - Vanuatu (14) - Wallis e Futuna (42) |

a A Nova Caledônia possui uma bandeira específica para competições esportivas (), mas, de acordo com o site oficial, usou a bandeira da França nesta edição dos Mini Jogos.
b Apesar de o Taiti ser apenas uma das ilhas da Polinésia Francesa, o site oficial informava que os atletas competem sob a denominação Taiti.
c Apesar de Tokelau possuir bandeira própria (), segundo o site oficial o território competiu com a bandeira da Nova Zelândia.

## Calendário
Este foi o calendário dos Jogos:

## Quadro de medalhas
| Ordem | País             |     |     |     |     |
| 1     | Fiji             | 32  | 26  | 20  | 78  |
| 2     | Nova Caledônia   | 23  | 21  | 22  | 66  |
| 3     | Taiti            | 21  | 22  | 16  | 59  |
| 4     | Samoa            | 16  | 16  | 24  | 56  |
| 5     | Ilhas Cook       | 15  | 13  | 17  | 45  |
| 6     | Kiribati         | 9   | 5   | 8   | 22  |
| 7     | Nauru            | 8   | 4   |     | 12  |
| 8     | Vanuatu          | 5   | 4   | 3   | 12  |
| 9     | Tonga            | 4   | 9   | 6   | 19  |
| 10    | Ilhas Salomão    | 3   | 6   | 1   | 10  |
| 11    | Papua-Nova Guiné | 3   | 3   | 3   | 9   |
| 12    | Micronésia       | 3   |     |     | 3   |
| 13    | Niue             | 1   | 5   | 4   | 11  |
| 14    | Samoa Americana  | 1   |     |     | 1   |
| 15    | Palau            |     | 3   |     | 3   |
| 16    | Tokelau          |     | 2   |     | 2   |
| 17    | Tuvalu           |     |     | 4   | 4   |
| 18    | Ilha Norfolk     |     |     | 1   | 1   |
| 18    | Wallis e Futuna  |     |     | 1   | 1   |
| TOTAL | TOTAL            | 144 | 140 | 131 | 415 |